# بلال بن رباح
بِلَالُ بنُ رَبَاح (المتوفى سنة 20 هـ) صحابي ومؤذن النبي محمد ومولى أبي بكر الصديق. كان بلال من السابقين إلى الإسلام ومن المستضعفين الذين عُذّبوا ليتركوا الإسلام حيث كان عبدًا لبني جمح من قريش، فعذبه سيده أمية بن خلف بعدما أعلن إسلامه، فاشتراه أبو بكر الصديق وأعتقه. اشتهر بلال بصبره على التعذيب، وقولته الشهيرة تحت التعذيب «أحدٌ أحد». ولما شُرع الأذان، اختاره النبي محمد ليكون مؤذنه الأول.

## سيرته
كان بلال بن رباح حبشي الأصل، قيل أنه من مولدي الحجاز، حيث كانت أمه «حمامة» أمة لبني جُمح.
كان بلال من السابقين الأولين إلى الإسلام، وكان مستضعفًا كونه كان عبدًا لبني جُمح، فعُذّبَ بلال ليترك دين الإسلام فقد قال عبد الله بن مسعود: «أول من أظهر إسلامه سبعة رسول الله ﷺ وأبو بكر وعمار وأمه سمية وبلال وصهيب والمقداد. فأما رسول الله ﷺ، فمنعه عمه. وأما أبو بكر فمنعه قومه. وأُخذ الآخرون، فألبسوهم أدراع الحديد، ثم صهروهم في الشمس حتى بلغ الجهد منهم كل مبلغ، فأعطوهم ما سألوا. فجاء كل رجل منهم قومه بأنطاع الأُدْم فيها الماء، فألقوهم فيه وحملوا بجوانبه إلا بلالاً. فلما كان العشي، جاء أبو جهل، فجعل يشتم سمية ويرفث. ثم طعنها، فقتلها فهي أول شهيد استشهد في الإسلام، إلا بلالاً فإنه هانت عليه نفسه في الله حتى ملّوه. فجعلوا في عنقه حبلاً، ثم أمروا صبيانهم أن يشتدوا به بين أخشبي مكة، فجعل بلال يقول: أحدٌ، أحد». وروى عامر الشعبي أن موالي بلال من بني جمح كانوا يضجعونه على بطنه، ويعصرونه، ويقولون له قُل دينك اللات والعزى، وكان الذي يعذبه أمية بن خلف، فيخرج به إذا حميت الظهيرة، فيطرحه على ظهره في بطحاء مكة، ثم يأمر بالصخرة العظيمة على صدره، ثم يقول: «لا يزال على ذلك حتى يموت أو يكفر بمحمد»، فيأبى بلال ويقول: «ربي الله، أحدٌ أحد، ولو أعلم كلمة أحفظ لكم منها لقُلتُها»، فمر أبو بكر الصديق بهم، فاشتراه منهم لما أيسوا أن يردّوه عن دين الإسلام، فاشتراه منهم بأربعين أوقية من فضة، وقيل بسبع أواق من فضة، وقيل بخمس، وقيل بتسع أواق. ثم أعتقه، وقيل اشتراه من مولاه أمية بن خلف بعبد أسود مشرك.

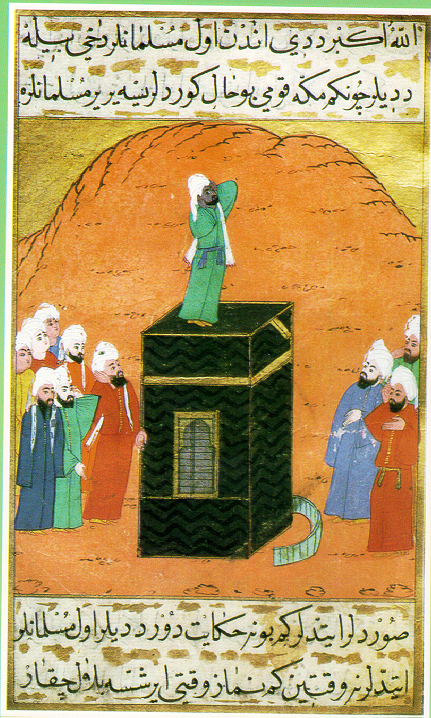
منمنمة فارسية تصور بلال وهو يؤذن فوق الكعبة يوم فتح مكة، ويحيطه الصحابة.

هاجر بلال إلى يثرب، ونزل على سعد بن خيثمة، وآخى النبي محمد بينه وبين عبيدة بن الحارث بن المطلب، وقيل بينه وبين أبي عبيدة بن الجراح. وقد شهد بلال مع النبي محمد غزوة بدر، وقتل يومها أمية بن خلف مولاه السابق الذي كان يُعذّبه، كما شارك معه في باقي غزواته كلها، وقد اتخذه النبي محمد مؤذنًا لما شُرع الأذان، فكان بلال أول من أذن، وهو أحد ثلاثة مؤذنين للنبي محمد مع أبي محذورة الجمحي وعمرو بن أم مكتوم، فكان إذا غاب بلال أذّن أبو محذورة، وإذا غاب أبو محذورة أذّن عمرو بن أم مكتوم. ويوم فتح مكة، أمر النبي محمد بلالاً بأن يعتلي الكعبة، ويؤذّن فوقها، ففعل.
لما توفي النبي محمد، أبى بلال أن يؤذن لأحد بعد النبي محمد، إلا مرة واحدة ناشدوه فيها أن يؤذّن، فأذن حتى بلغ قوله «أشهد أن محمدًا رسول الله»، فأجهش بالبكاء، وما استطاع أن يُتم الأذان. وقد جاء بلال إلى أبي بكر الصديق يسأله أن يأذن له بالمشاركة في الفتوحات، فأبى أبو بكر، وقال له: «أنشدك بالله يا بلال، وحرمتي وحقي، فقد كبرت وضعفت، واقترب أجلي»، فأقام معه حتى وفاة أبي بكر، ثم أتى عمر بن الخطاب يستأذنه، فأبى عليه، فأصر بلال، فأذن له فخرج إلى الشام. فنزل ومعه أبو رويحة الخولاني على بني خولان في داريا، فخطبا إليهم، فقالا: «إنا قد أتيناكم خاطبين، وقد كنا كافرين فهدانا الله، ومملوكين فأعتقنا الله، وفقيرين فأغنانا الله، فإن تزوجونا فالحمد لله، وإن تردونا فلا حول ولا قوة إلا بالله»، فزوجوهما. وقيل أن النبي محمد زوّجه أخت عامر وعاقل وخالد وأياس بنو البكير الكنانية، وقيل بل تزوّج امرأة من بني زُهرة بن كلاب.

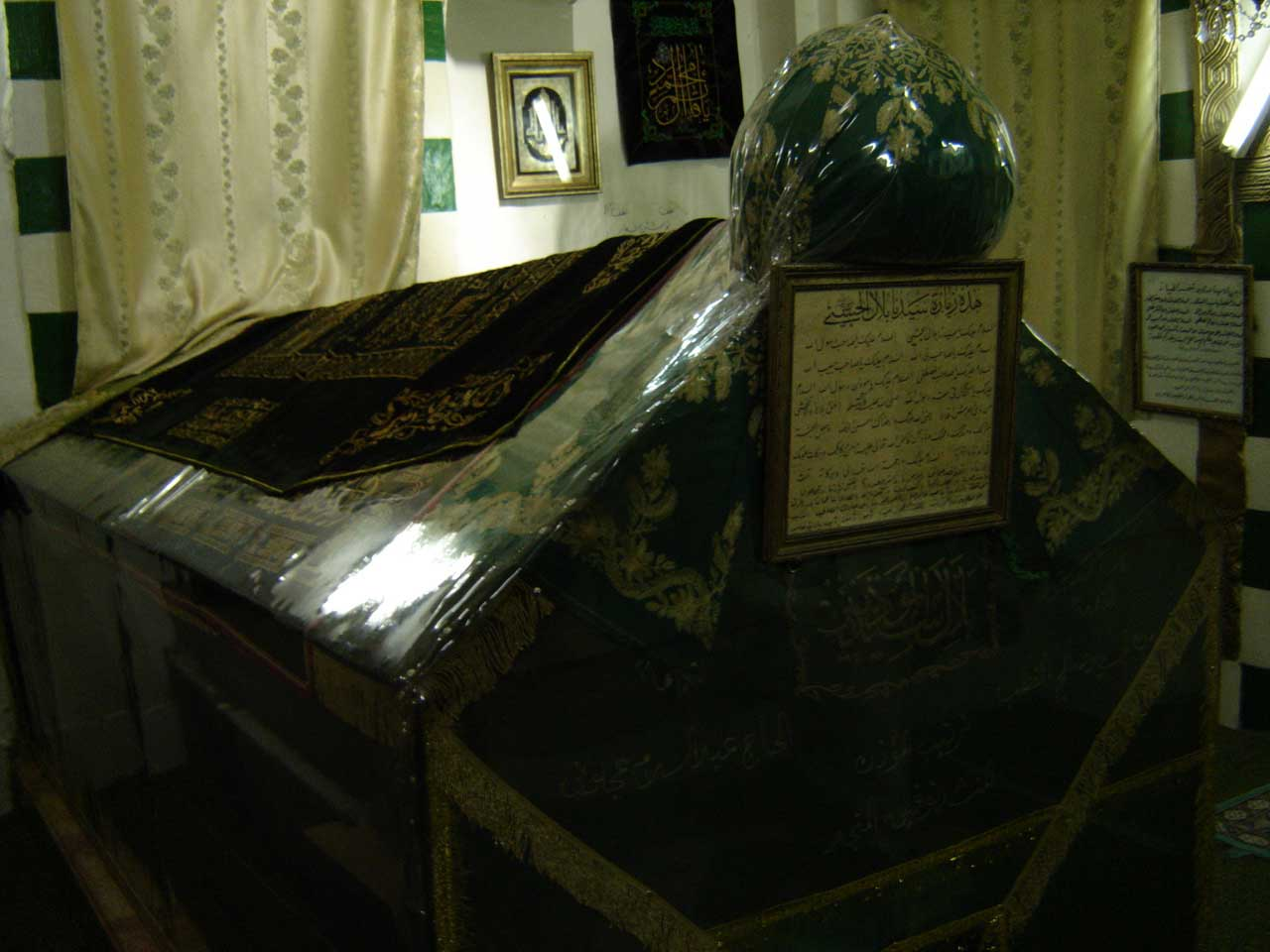
ضريح بلال بن رباح في باب الصغير بدمشق.

توفي بلال بالشام، ولكن اختلف في مكان وزمان وفاته، فقيل مات سنة 20 هـ بدمشق، ودفن بباب الصغير، وعمره بضع وستين سنة، وقيل مات سنة 21 هـ، وقيل مات في طاعون عمواس سنة 17 هـ أو 18 هـ. وقيل مات في داريا، وقيل مات بحلب، وهو ابن سبعين سنة.
ويُروى أنه لما حضرته الوفاة، قال: «غدا نلقى الأحبة محمدًا وحزبه»، فقالت امرأته: «واويلاه!»، فقال: «وافرحاه!». أما صفته، فقد كان رجلاً آدمًا شديد الأدمة، نحيفًا، طويلاً، أجنأ به حَدْب، له شعر كثير، خفيف العارضين، به شمط كثير، وكان لا يغير لون شيبته. وقد توفي بلال بن رباح دون أن يعقب.

### بلال بعد وفاة النبي محمد عند الشيعة
يعتقد الشيعة أنه بعد وفاة النبي محمد، كان بلال من الذين لم يبايعوا الخليفة أبي بكر. وأن عمر بن الخطاب عنّفه وذكره بفضل أبي بكر وإعتاقه له، وأن بلالًا تحجّج بأنه لا يستطيع أن يبايع من لم يستخلفه النبي محمد، مع أنّ من استخلفه النبي محمد - وهو علي بن أبي طالب عند الشيعة - ما زال موجودًا. فاغتاظ لذلك عمر، وسبّ بلال، ونهاه عن الصلاة مع الجماعة. فارتحل بلال إلى الشام، وتوفي بدمشق، ودفن بباب الصغير.
وقد اتفقت رواية عند الشيعة عن أبي بصير مع الروايات السنية أن بلالا امتنع عن الأذان بعد وفاة النبي محمد إلا مرة واحدة، ولكن الرواية الشيعية تحدّد أنها كانت وفق رغبة فاطمة ابنة النبي محمد، وأنه ما أن بلغ قوله «وأشهد أن محمدًا رسول الله»، شهقت فاطمة وأغشي عليها، فطالبه الناس بالتوقف لظنّهم أن فاطمة ماتت، فلم يتمم أذانه. فلما أفاقت فاطمة، وسألته أن يتمم الأذان، أبى أن يفعل، وقال لها: «يا سيدة النساء إني أخشى عليك مما تنزلينه بنفسك إذا سمعت صوتي بالأذان»، فأعفته من ذلك.

## مكانته
حظي بلال بمنزلة رفيعة عند النبي محمد، فقد روى أبو هريرة عن النبي محمد قوله لبلال عند صلاة الصبح: «حدثني بأرجى عمل عملته في الإسلام؛ فإني قد سمعت الليلة خشفة نعليك بين يدي في الجنة»، فقال بلال: «ما عملت عملاً أرجى من أني لم أتطهر طهورًا تامًا في ساعة من ليل ولا نهار، إلا صليت لربي ما كتب لي أن أصلي»، وروى أنس بن مالك عن النبي محمد قوله: «السُّبَّاق أربعة: أنا سابق العرب، وسلمان سابق الفرس، وبلال سابق الحبشة، وصهيب سابق الروم»، وروى عبد الرحمن بن يزيد بن جابر عن النبي محمد: «سادة السودان: لقمان والنجاشي وبلال ومهجع». وقال سعد بن أبي وقاص: «كنا مع رسول الله ﷺ ستة نفر، فقال المشركون: اطرد هؤلاء عنك فلا يجترئون علينا، وكنت أنا وابن مسعود وبلال ورجل من هذيل وآخران، فأنزل الله ﴿وَلَا تَطْرُدِ الَّذِينَ يَدْعُونَ رَبَّهُمْ بِالْغَدَاةِ وَالْعَشِيِّ يُرِيدُونَ وَجْهَهُ مَا عَلَيْكَ مِنْ حِسَابِهِمْ مِنْ شَيْءٍ وَمَا مِنْ حِسَابِكَ عَلَيْهِمْ مِنْ شَيْءٍ فَتَطْرُدَهُمْ فَتَكُونَ مِنَ الظَّالِمِينَ ۝٥٢ وَكَذَلِكَ فَتَنَّا بَعْضَهُمْ بِبَعْضٍ لِيَقُولُوا أَهَؤُلَاءِ مَنَّ اللَّهُ عَلَيْهِمْ مِنْ بَيْنِنَا أَلَيْسَ اللَّهُ بِأَعْلَمَ بِالشَّاكِرِينَ ۝٥٣﴾ [الأنعام:52–53]». ويروي يحيى بن سعيد الأنصاري أن عمر بن الخطاب ذكر فضل أبي بكر، فجعل يصف مناقبه، ثم قال: «وهذا سيدنا بلال حسنة من حسناته»، كما كان عمر يقول: «أبو بكر سيدنا، وأعتق سيدنا».

## روايته للحديث النبوي
- روى عن: النبي محمد.[1]
- روى عنه: عبد الله بن عمر وأبو عثمان النهدي والأسود بن يزيد النخعي وعبد الرحمن بن أبي ليلى وأبو بكر الصديق وعمر بن الخطاب وأسامة بن زيد وكعب بن عجرة وعبد الرحمن بن عسيلة الصنابحي وأبو إدريس الخولاني وسعيد بن المسيب والحكم بن مينا[4] وعلي بن أبي طالب وعبد الله بن مسعود وجابر بن عبد الله بن عمرو بن حرام وأبو سعيد الخدري والبراء بن عازب[6] والحارث بن معاوية وسهيل بن أبي جندل وسويد بن غفلة وشداد مولى عياض بن عامر وشهر بن حوشب وطارق بن شهاب وقبيصة بن ذؤيب ونعيم بن زياد وأبو زيادة البكري وأبو سلمة الحمصي وأبو عامر الهوزني.[1]
- الجرح والتعديل: أحصى بقي بن مخلد لبلال بن رباح في مسنده 44 حديثًا، منها في الصحيحين أربعة أحاديث، المتفق عليها حديث واحد، وانفرد البخاري بحديثين، ومسلم بحديث موقوف،[4] كما روى له الجماعة في كتبهم.[1]

## كتب ودراسات عنه
- بلال بن رباح، عبد الحميد جودة السحار،
- بلال بن رباح، عبد الوهاب الأسواني،
- كتاب شيفرة بلال للدكتور أحمد خيري العمري، 2017م، تناول قصة حياة بلال بن رباح بنظرة فلسفية متأملة.

## شخصيته في السينما والتلفزيون
- 1951 : فيلم ظهور الإسلام عن فترة ظهور الإسلام، قام بدوره الممثل محمد سالم حسن
- 1953 : فيلم خالد بن الوليد عن قصة حياة خالد بن الوليد بطولة حسين صدقي وقام بدور بلال بن رباح الممثل عبد العزيز سعيد
- 1953 : فيلم بلال مؤذن الرسول عن قصة حياة بلال بن رباح وقام بدوره الممثل يحيى شاهين
- 1975 : فيلم الرسالة وقام بدور بلال بن رباح الممثل علي أحمد سالم
- 1981 : مسلسل الكعبة المشرفة وقام بدور بلال بن رباح الممثل محمد عناني.
- 1993 : مسلسل الوعد الحق وقام بدور بلال بن رباح الممثل ناصر سيف.
- 2003 : مسلسل رجل الأقدار عن قصة حياة عمرو بن العاص بطولة نور الشريف. وقام بدور بلال بن رباح الممثل أحمد يوسف.
- 2007 : مسلسل خالد بن الوليد عن قصة حياة خالد بن الوليد بطولة سامر المصري. وقام بدور بلال بن رباح الممثل فيصل العميري.
- 2008 : مسلسل قمر بني هاشم، وقام بتجسيد دور بلال بن رباح الممثل ياسر عبد اللطيف.
- 2010 : مسلسل القعقاع بن عمرو التميمي عن قصة حياة القعقاع بن عمرو التميمي بطولة سلوم حداد. وقام بدور بلال بن رباح الممثل هشام كفارنة.
- 2010 : مسلسل رايات الحق عن فترة حكم أبي بكر الصديق وعمر بن الخطاب. وقام بدور بلال بن رباح الممثل مكي سنادة.
- 2012 : مسلسل عمر عن قصة حياة عمر بن الخطاب بطولة سامر إسماعيل. وقام بدور بلال بن رباح الممثل فيصل العميري.
- 2015 : فيلم بلال ثلاثي الابعاد مستوحى من سيرة حياة بلال بن رباح. قام بأداء الصوت لشخصية بلال بن رباح الممثل أديوالي أكينوي أجباجي للنسخة الإنجليزية وقصي خصر للنسخة العربية والممثل إنجين التان دوزياتان للنسخة التركية
- 2021 : فيلم سيدة الجنة عن قصة حياة فاطمة الزهراء قام بدور بلال بن رباح الممثل كريس جرمان.